# Jakub Menšík
Jakub Menšík (Prostějov, 1 de septiembre de 2005) es un tenista profesional checo. Actualmente ocupa el puesto n.º 17 del ranking ATP en individuales, el más alto de su carrera, alcanzado el 9 de junio de 2025, y el número 386 en dobles, alcanzado el 3 de febrero de 2025. Actualmente es el número 2 de la República Checa. 
En el circuito juvenil, Menšík tiene la clasificación combinada juvenil de la ITF, la más alta de su carrera, del n.º 3 del mundo, lograda el 31 de enero de 2022. Llegó a la final del evento individual juvenil del Abierto de Australia de 2022.

## Trayectoria

### 2023: Maiden Challenger, debut en Grand Slam y tercera ronda
En mayo de 2023 ganó su primer Challenger, el Sparta Prague Open 2023, derrotando a Dominik Koepfer en apenas su sexta aparición en el cuadro principal del Challenger, convirtiéndose en el campeón checo de Challenger más joven de la historia con solo 17 años.  El único campeón checo anterior de 17 años fue el ex n.º 4 del mundo Tomáš Berdych, quien consiguió dos títulos Challenger en 2003.
Compitió en la primera ronda clasificatoria para el Open de EEUU, venciendo a Fabio Fognini por 1–6, 6–1, 6–1. Luego derrotó a Leandro Riedi en la segunda ronda y luego se clasificó en su debut para el cuadro principal de un Grand Slam por primera vez con una victoria en dos sets contra su compatriota Zdeněk Kolář. Luego ganó su primer partido en un grande derrotando a Grégoire Barrère, convirtiéndose en el más joven desde Borna Ćorić en 2014 en ganar un partido del cuadro principal del US Open. Luego derrotó  Titouan Droguet, un día antes de cumplir 18 años, antes de perder ante Taylor Fritz en tercera ronda y en tres sets.

### 2024: debut en el Abierto de Australia, primera final ATP y victoria sobre top-10, entra en el top 100
Inicio la temporada participando en el Challenger de Canberra 2024, donde llego hasta la final tras derrotar a Brandon Nakashima en las semifinales por doble 7-5, en la final fue derrotado por el pre-clasificado no.1 Dominik Koepfer en set corridos por 6-3, 6-2.

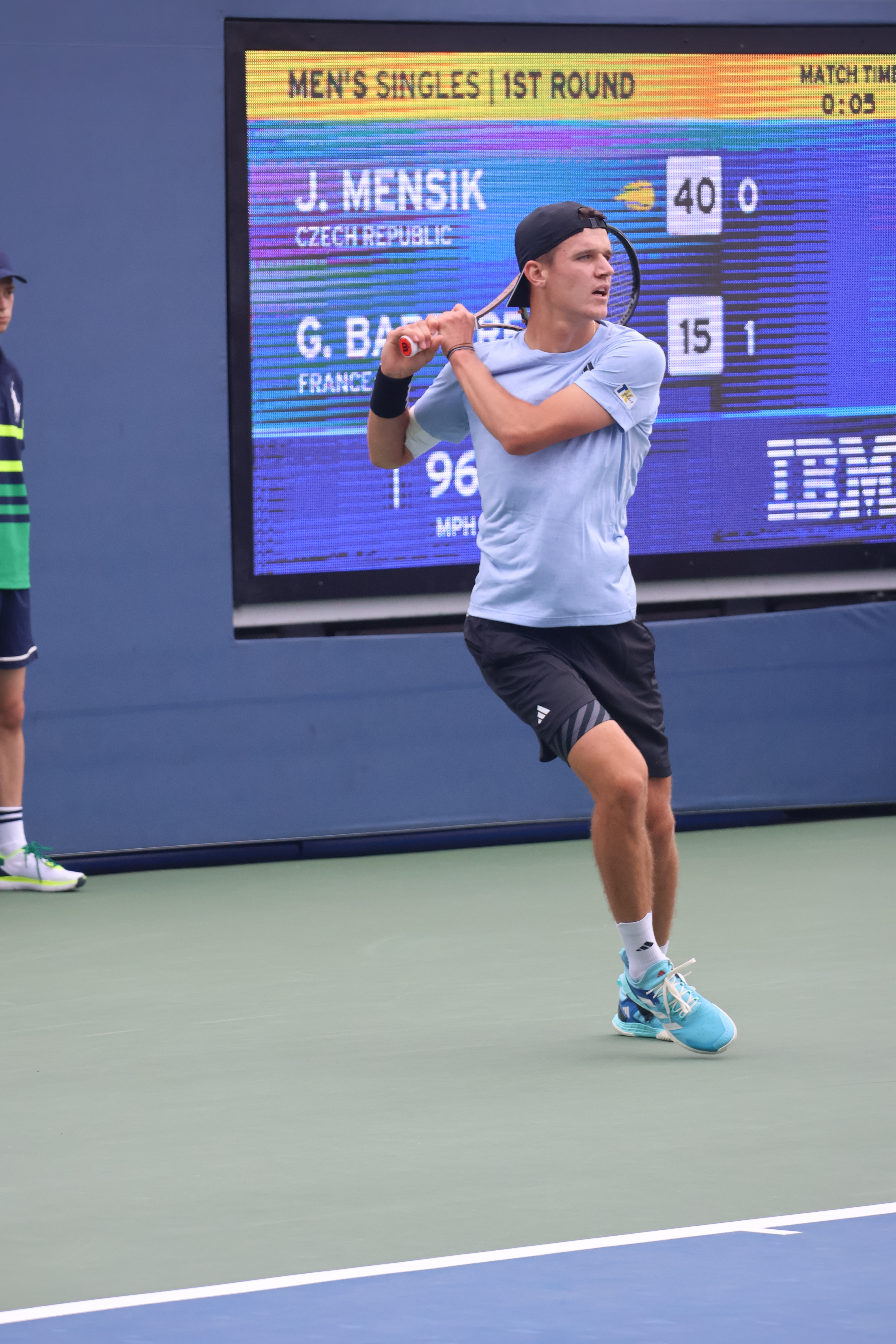
Jakub Menšík en el Abierto de Estados Unidos.

Supero la clasificación del Abierto de Australia 2024, tras derrotar en set corridos nuevamente a Brandon Nakashima, a Federico Gaio en tres set y al frances Harold Mayot en 2 set accediendo por segunda vez en su carrera a un cuadro principal de un Grand Slam. Derroto a Denis Shapovalov por 6-3, 7-5, 7-5 para obtener su primera victoria en el cuadro principal del Abierto de Australia, en la siguiente ronda enfrento a Hubert Hurkacz preclasificado no.9, a pesar de la gran diferencia de ranking, Menšík logró ganar 2 set, poniéndose 2-1(7-6, 1-6, 7-5) , pero el polaco logro reponerse en los últimos dos, ganándolos por 1-6, 3-6. 
Luego de su paso por Australia, puso rumbo a Manama, para disputar el Challenger de Manama 2024, donde llego hasta semifinales sin haber perdido ni un set, donde se enfrento a Mijaíl Kukushkin que lo derroto en dos set por 3-6, 2-6.
Fue seleccionado bajo el nuevo programa NextGen para competir en un evento ATP 250, en el Torneo de Catar. Clasificado en el puesto n.º 116, derrotó a Alejandro Davidovich Fokina en sets seguidos por 7-6, 6-4, para avanzar a la segunda ronda.  Luego, derrotó a Andy Murray en tres sets con tres tiebreaks para avanzar a su primer cuarto de final ATP.  Fue el partido más largo en la historia del torneo con una duración de 3 horas y 23 minutos.  Derrotó al primer clasificado Andrey Rublev en sets seguidos por 6-4, 7-6, su primera victoria entre los 10 y los 5 mejores de la ATP, para avanzar a su primera semifinal ATP.  Fue el jugador más joven en derrotar a un jugador del top 5 desde que Carlos Alcaraz superó a Stefanos Tsitsipas en el Abierto de Estados Unidos 2021.  Derrotó a Gaël Monfils en tres sets para avanzar a su primera final ATP.  Como resultado, ascendió casi 30 posiciones en el ranking, convirtiéndose en el jugador más joven del top 100.  Perdió contra el segundo cabeza de serie, Karen Khachanov, en la final por 6-7, 4-6.
Recibió una wildcard para el Masters de Indian Wells 2024 haciendo su debut en el ATP Tour Masters 1000, donde registró su primera victoria en el cuadro principal de un Masters 1000 sobre el clasificado Hong Seong-chan, fue derrotado en la siguiente ronda por Ben Shelton tras haber gando el primer set por 6-4 perdió lo dos siguientes por 3-6, 4-6.  En el Masters de Madrid 2024, llegó a la tercera ronda de un Masters 1000 por primera vez derrotando al noveno preclasificado y no.10 del Ranking ATP Grigor Dimitrov, logrando asi su segunda victoria sobre un top-10, pero perdió ante el eventual finalista Félix Auger-Aliassime por retiro. Su paso por el Campeonato de Wimbledon 2024 fue fugaz, enfrentado a Aleksandr Búblik en su debut, que tras ganarles los dos primeros set se vino a bajo perdiendo los últimos tres ante el kazajo.
En el Torneo de Umag 2024, debutó con una contundente victoria sobre Alexei Popyrin por 6-3, 6-2. En los 8vos de final se impuso ante el italiano Luciano Darderi por 6-4, 6-3 para avanzar a la siguiente fase donde se impondría ante Tseng Chun-hsin con un contundente primer set 6-0 y 6-4 en el segundo, en la semifinales se enfrento a uno de los jugadores mas en forma del momento y segundo pre-clasificado Lorenzo Musetti que se impuso por 4-6 y 1-6, siendo los únicos set que perdería Minsik en todo el torneo.
Participó en los Juegos Olímpicos de París 2024 representado a República Checa, ganando en su debut ante el kazajo Aleksandr Shevchenko por 6-3, 6-4, en la siguiente ronda se enfrento al preclasificado no.9 y representante de los Estados Unidos Tommy Paul, perdiendo por 3-6, 1-6, poniendo fin a su participación en los juegos Olimpicos.
En el Abierto de Estados Unidos de 2024 , alcanzó la tercera ronda por año consecutivo, tras vencer por sorpresa ante el cabeza de serie número 19 Félix Auger-Aliassime por 6-2, 6-4, 6-2,para su tercera victoria ante un top 20,  y al invitado Tristan Schoolkate en cinco sets, remontando una desventaja de 2 sets a 0, y salvando dos puntos de partido en el cuarto set, terminando con marcador de 6-7, 2-6, 6-2, 7-6, 7-6 con un superdesempate en el quinto imponiéndose por 10-3. En el siguiente partido jugaría nuevamente 5 sets ante Nuno Borges, en el partido Menšík llego a tener 3 puntos de partido en el tie-break en el cuarto set, el partido termino con marcador de 7-6, 1-6, 6-3, 6-7 y 0-6 a favor del portugués.

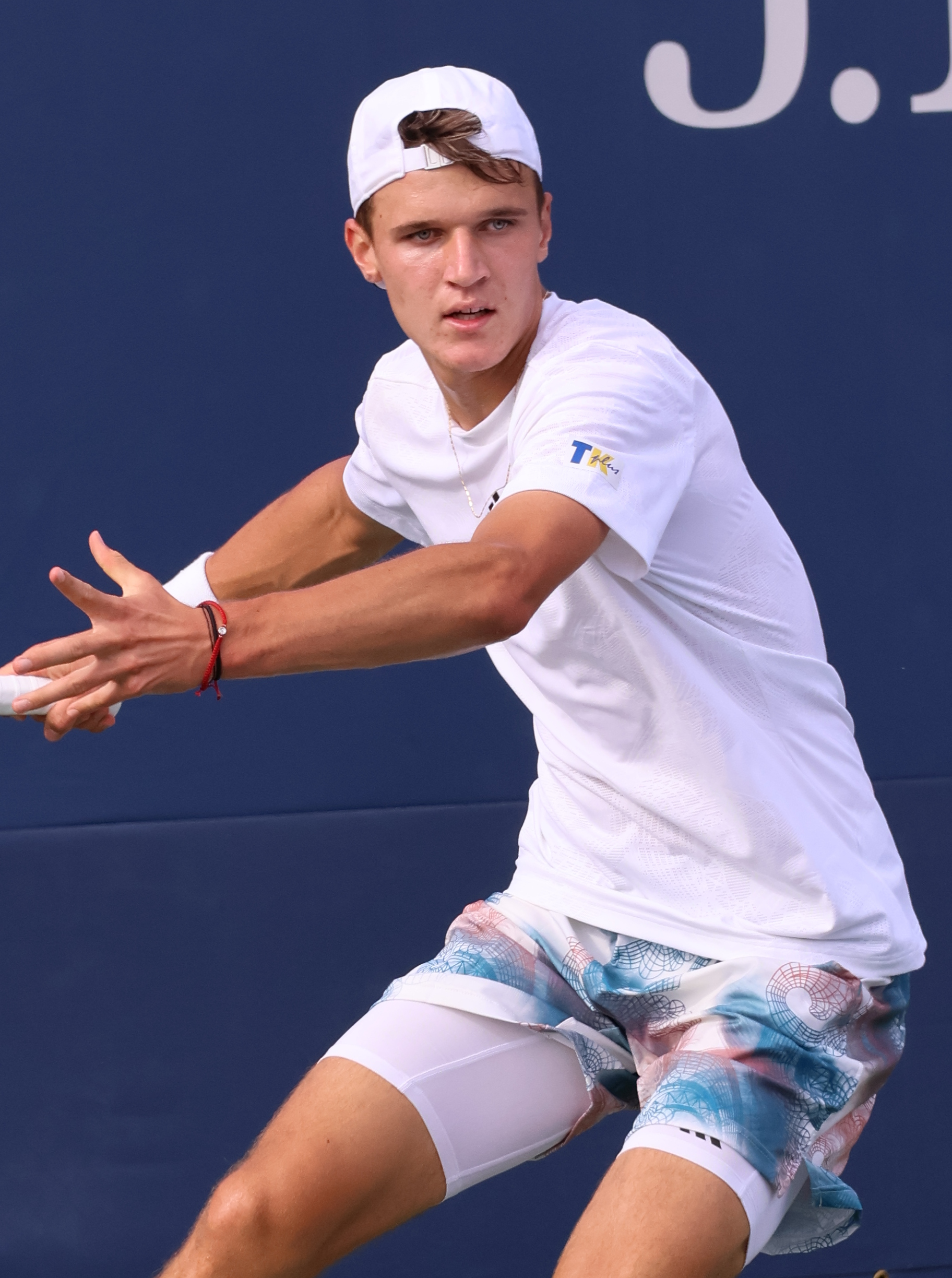
Jakub Menšík durante el US Open.

Alcanzó sus primeros cuartos de final de , derrotando a dos jugadores del top 10, Andrey Rublev y Grigor Dimitrov, siendo apena el sexto jugador en el siglo XXI siendo menor de 21 años en derrotar a dos top-10 en el mismo torneo además de Hewitt, Nadal, Tsitsipas, Alcaraz y Rune. Estas victorias le permito subir al puesto 55 del ranking. Se convirtió en el cuartofinalista más joven en la historia del torneo. En la semifinales se enfrento ante Novak Djokovic, tras ganar el primer set en el tiebreak no logro mantener su nivel y perdió el segundo ante el serbio por un abrumador 1-6, en el tercer set por 4-6. 
Alcanzó sus primeros cuartos de final en un Masters en el Rolex Shanghai Masters de 2024,debutó derrotado a Pedro Martínez en tres set por 6-1, 5-7, 6-4, en las siguientes rondas continuo con buenas sensaciones derrotando a dos jugadores del top 10, Andrey Rublev y Grigor Dimitrov. Se convirtió en el sexto jugador en el siglo XXI, menor de 21 años, en derrotar a dos top-10 en el mismo torneo, uniéndose a leyendas como Hewitt, Nadal, Tsitsipas, Alcaraz y Rune. Estas victorias le permitieron ascender al puesto 55 del ranking. Además, se convirtió en el cuartofinalista más joven en la historia del torneo. En las semifinales, se enfrentó a Novak Djokovic; tras ganar el primer set en el tiebreak, no logró mantener su nivel y perdió el segundo por un abrumador 1-6 y el tercero por 4-6 ante el serbio. En el torneo todos sus partidos fueron a tres set.

### 2025: Primera final de un Masters 1000, top 30
Jakub Menšík comenzó la temporada 2025, llegando a los cuartos de final del Torneo de Auckland 2025, tras derrotar en tres set a Pablo Carreño y a Ben Shelton.
En el Abierto de Australia 2025 debutó con una victoria ante Nikoloz Basilashvili en cuatro sets. En segunda ronda, Menšík sorprendió al sexto cabeza de serie, Casper Ruud, imponiéndose en cuatro sets por 6-2, 3-6, 6-1, 6-4. Posteriormente cayó ante Alejandro Davidovich Fokina en un partido a cinco sets, tras haber liderado por dos sets y contar con un punto de partido. En el tercer set, sirviendo con 6-5, no pudo cerrar el encuentro, y en el tie-break desperdició dos puntos de partido más. Finalmente, perdió por 6-3, 6-4, 6-7, 4-6, 2-6, siendo la tercera ocasión en un Grand Slam que pierde un encuentro a cinco sets tras haber ganado los dos primeros.
Después de una eliminación en segunda ronda en Indian Wells, Menšík compitió en el recién creado Challenger de Punta Cana 2025, donde alcanzó las semifinales tras vencer a Christian Garín, Rei Sakamoto y Tomás Martín Etcheverry.
En el Masters de Miami 2025, debutó con una victoria en tres set ante Roberto Bautista por 6-4, 3-6 y 6-1, en la tercera ronda se impuso ante el campeón de Indian Wells y sexto cabeza de serie, Jack Draper, en dos set que se definieron en tiebreak,  en la cuarta ronda derroto a Roman Safiullin en set corridos por doble 6-4 y a su compatriota Tomáš Macháč tras su retirada en los cuartos de final, y posteriormente otra victoria sobre el decimoséptimo cabeza de serie, por 6-4, 6-1 ante Arthur Fils que venia de derrotar al no.2 del mundo Alexander Zverev. Menšík alcanzó su primera final de un Masters 1000 derrotando al local, tercer cabeza de serie y número 4 del mundo, Taylor Fritz, logrando así la mayor victoria de su carrera, tras imponerse en tres set por 7-6, 4-6, 7-6, siendo apenas el cuarto tenista en tener balance positivo ante el top-10 con 7 victorias y 5 derrotas, solo superado por tres jugadores en activo, Novak Djokovic, Carlos Alcaraz y Jannik Sinner. Como resultado, alcanzó el top 30 del ranking el 31 de marzo de 2025.
En el Masters de Miami 2025 debutó con una victoria en tres sets ante Roberto Bautista (6-4, 3-6, 6-1). En tercera ronda superó al campeón de Indian Wells y sexto cabeza de serie, Jack Draper, en dos sets resueltos en tie-breaks. En cuarta ronda venció a Roman Safiullin por doble 6-4 y luego a su compatriota Tomáš Macháč, quien se retiró en los cuartos de final. En semifinales derrotó al decimoséptimo cabeza de serie, Arthur Fils, por 6-4, 6-1, después de que este eliminara al número 2 del mundo, Alexander Zverev.
Menšík alcanzó su primera final de un Masters 1000 tras vencer al local, tercer cabeza de serie y número 4 del mundo, Taylor Fritz, en tres sets: 7-6, 4-6, 7-6. En la final se impuso al serbio Novak Djokovic por un doble 7-6. De esta manera, logró así el primer título ATP de su carrera y se convirtió en el primer tenista checo en ganar el Masters de Miami.
Con este triunfo, Menšík ingresó por primera vez en el top 30 del ranking ATP el 31 de marzo de 2025. También se convirtió en apenas el cuarto jugador en activo con un historial positivo ante el top 10 (7 victorias y 5 derrotas), solo superado por Novak Djokovic, Carlos Alcaraz y Jannik Sinner.

## ATP World Tour Masters 1000

### Títulos (1)
| Año  | Torneo | Superficie | Outdoor/Indoor | Oponente en la final | Resultado      |
| 2025 | Miami  | Dura       | Outdoor        | Novak Djokovic       | 7-6(4), 7-6(4) |

## Títulos ATP (1; 1+0)

### Individual (1)
| Leyenda                   |
| Grand Slam (0)            |
| ATP World Tour Finals (0) |
| ATP Masters 1000 (1)      |
| ATP World Tour 500 (0)    |
| ATP World Tour 250 (0)    |

| N.º | Fecha               | Torneo | Superficie | Oponente en la final | Resultado      |
| --- | ------------------- | ------ | ---------- | -------------------- | -------------- |
| 1.  | 30 de marzo de 2025 | Miami  | Dura       | Novak Djokovic       | 7-6(4), 7-6(4) |

#### Finalista (1)
| N.º | Fecha                 | Torneo | Superficie | Oponente en la final | Resultado    |
| --- | --------------------- | ------ | ---------- | -------------------- | ------------ |
| 1.  | 24 de febrero de 2024 | Doha   | Dura       | Karen Khachanov      | 6-7(12), 4-6 |

### Dobles (0)
| Leyenda                         |
| Grand Slam (0)                  |
| ATP Wourld Tour Finals (0)      |
| ATP Masters 1000 World Tour (0) |
| ATP World Tour 500 series (0)   |
| ATP World Tour 250 series (0)   |

#### Finalista (1)
| N.º | Fecha              | Torneos  | Superficie | Pareja       | Oponentes en la final       | Resultado           |
| --- | ------------------ | -------- | ---------- | ------------ | --------------------------- | ------------------- |
| 1.  | 5 de enero de 2025 | Brisbane | Dura       | Jiří Lehečka | Julian Cash Lloyd Glasspool | 3-6, 7-6(2), [6-10] |

## Clasificación histórica
| Australian Open             | A   | 2R  | 3R | 0 / 2 | 3-2 |
| Roland Garros               | A   | A   | -  | 0 / 0 | 0-0 |
| Wimbledon                   | A   | 1R  | -  | 0 / 1 | 0-1 |
| US Open                     | 3R  | 3R  | -  | 0 / 1 | 4-2 |
| Total G-P                   | 2-1 | 1-1 |    | 0 / 2 | 7-4 |
| ATP World Tour Finals       | -   |     |    | 0 / 0 | 0-0 |
| ATP World Tour Masters 1000 |     |     |    |       |     |
| Indian Wells                | -   | 2R  |    | 0 / 1 | 1-1 |
| Miami                       | -   | Q2  |    | 0 / 0 | 0-0 |
| Madrid                      | -   | 3R  |    | 0 / 1 | 2-1 |

## Challengers y Futures

### Individuales
| Leyenda (Sencillos) |
| ------------------- |
| Challengers (1)     |
| Futures (1)         |

### Individuales (1)
| N.° | Fecha      | Torneo              | Superficie    | Oponente en la final | Resultado |
| --- | ---------- | ------------------- | ------------- | -------------------- | --------- |
| 1.  | 29.05.2023 | M25 Shrewsbury      | Dura (i)      | Karl Friberg         | 7-6, 6-3  |
| 2.  | 14.05.2023 | Challenger de Praga | Tierra batida | Dominik Koepfer      | 6-4, 6-3  |